# Xian de Ju
Pour les articles homonymes, voir JU.
Le xian de Ju (莒县 ; pinyin : Jǔ Xiàn) est un district administratif de la province du Shandong en Chine. Il est placé sous la juridiction de la ville-préfecture de Rizhao.

## Démographie
La population du district était de 1 095 609 habitants en 1999.